# Оленовское
Оленовское (укр. Оленівське) — село в Кетрисановской сельской общине Кропивницкого района Кировоградской области Украины.
До 2020 года входило в Бобринецкий район
Население по переписи 2001 года составляло 108 человек. Почтовый индекс — 27215. Телефонный код — 5257. Занимает площадь 0,307 км². Код КОАТУУ — 3520882403.